# Amortis
Amortis byla rakouská death/black metalová kapela z města Gutau v Horních Rakousích, která vznikla v roce 1994 původně po názvem Penetralia. Členové zpočátku hráli deathmetalové coververze od Hypocrisy, Six Feet Under a dalších skupin. Poté, co začali s vlastní tvorbou, pojmenovali kapelu (Penetralia). V roce 1996 ji přejmenovali na Amortis a přeorientovali se více na blackmetalový žánr.
První demo A Kiss from the Dusk vyšlo v roce 1997, debutové studiové album s názvem Summoned by Astral Fires vyšlo v roce 2000 u německé firmy Last Episode. O rok později vyšla druhá řadová deska Gift of Tongues. Od roku 2002 je kapela neaktivní. Celkem má kapela na svém kontě dvě dema, jedno minialbum a dvě řadová alba.

## Diskografie
Dema
- A Kiss from the Dusk (1997)
- Memories of an Ancient Time (1998)

Studiová alba
- Summoned by Astral Fires (2000)
- Gift of Tongues (2001)

EP
- Memories of an Ancient Time... (2000) – zkrácené stejnojmenné demo z roku 1998 na 7" vinylu, byly použity 2 skladby: Memories of an Ancient Time a The Arrival of a New Age